# أتيلا سابو (منافس ألعاب قوى)
أتيلا سابو (بالمجرية: Szabó Attila)‏ هو منافس ألعاب قوى مجري، ولد في 16 يوليو 1984 في بودابست في المجر.

## وصلات خارجية
- أتيلا زابو على موقع الاتحاد الدولي لألعاب القوى (الإنجليزية)
- أتيلا زابو على موقع اللجنة الأولمبية الدولية (الإنجليزية)
- أتيلا زابو على موقع أوليمبيديا (الإنجليزية)